# Патуца (Бреша)
Патуца је насеље у Италији у округу Бреша, региону Ломбардија.
Према процени из 2011. у насељу је живело 556 становника. Насеље се налази на надморској висини од 159 м.